# Ana Claudia Talancón

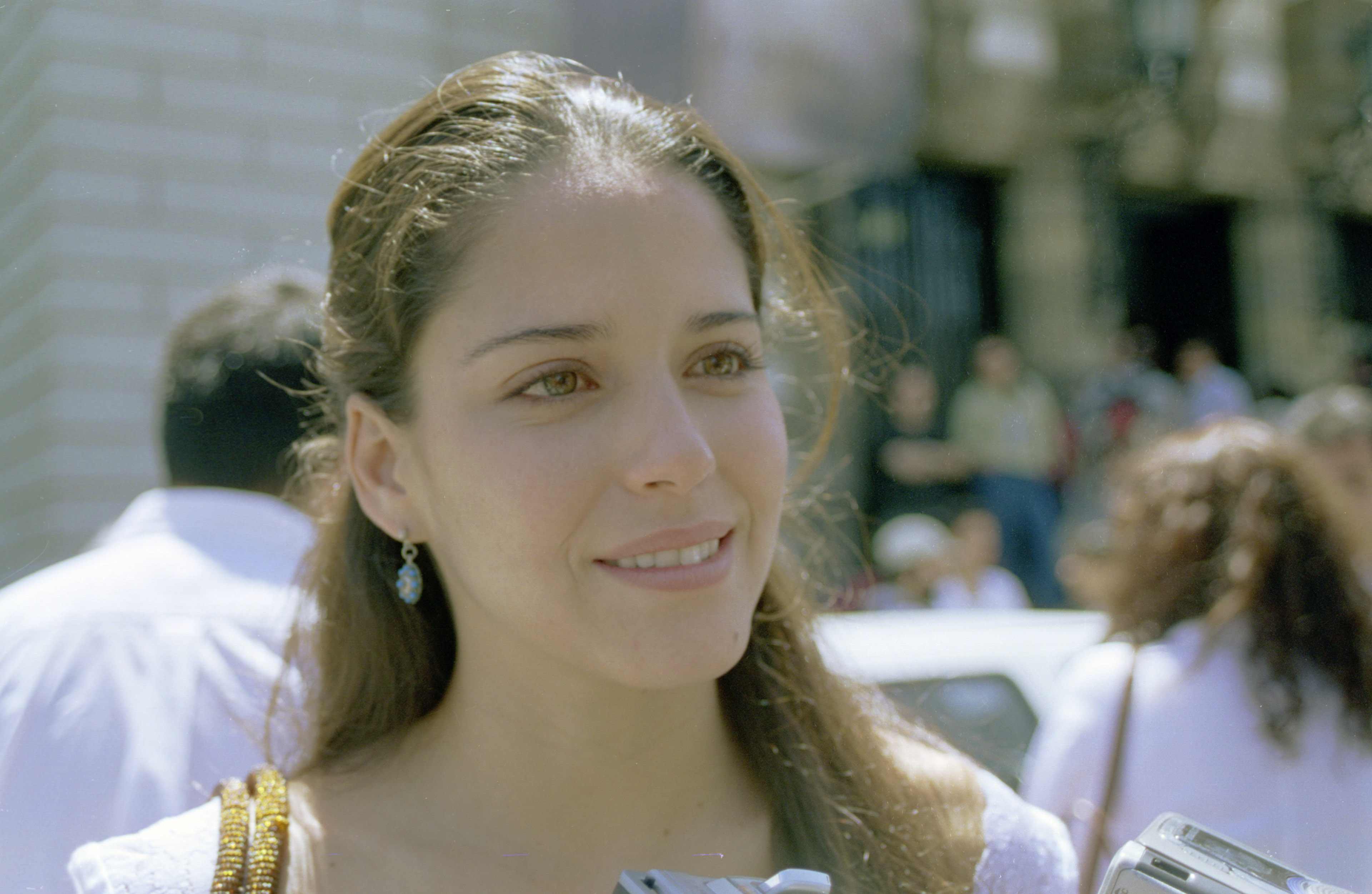
Ana Claudia Talancón

Ana Claudia Talancón (* 1. Mai 1980 in Cancún, Quintana Roo) ist eine mexikanische Schauspielerin.

## Leben
Sie studierte in Cancún bei dem kubanischen Professor Albio Paz. Später ging sie nach Mexiko-Stadt, um ihr Studium an der Schauspielschule von Héctor Mendoza und Raúl Quintanilla fortzusetzen. Ihre ersten Auftritte hatte sie in verschiedenen Seifenopern, wie zum Beispiel Al norte del Corazón, Señora, Romántica obsesión und Amor Latino.
Für Romántica obsesión wurde sie beim Sol de Oro Award im Jahre 1999 als Best New Actress ausgezeichnet.
Ihr Leinwand-Debüt gab sie in dem Film El Cometa von Marisa Sistach, wobei sie beim Ariel Award als "Beste Nachwuchsschauspielerin" nominiert wurde. Ihre bedeutendste Rolle hatte sie an der Seite von Gael García Bernal in dem Film Die Versuchung des Padre Amaro in der Rolle der Amelia. Im Jahr 2006 war sie auch in Richard Linklaters Film Fast Food Nation zu sehen.

## Filmografie
- 1997: Al norte del corazón (Fernsehserie, 3 Folgen)
- 1998: Señora (Fernsehserie, 3 Folgen)
- 1999: El Cometa
- 1999: Romántica Obsesión (Fernsehserie, 84 Folgen)
- 1999: El juego sin reglas
- 2000: Amor latino (Fernsehserie, 100 Folgen)
- 2001: Lo que callamos las mujeres (Fernsehserie, Folge 1x139)
- 2002: Die Versuchung des Padre Amaro (El Crimen del Padre Amaro)
- 2002: Vale todo (Fernsehserie, 100 Folgen)
- 2003: El Umbral (Kurzfilm)
- 2003: Ladies’ Night
- 2004: Matando Cabos
- 2004: Tiempo final (Miniserie, Folge 1x04)
- 2005: Después de la muerte
- 2005: Sueño Americano – Liebe, Musik, Leidenschaft (Sueño)
- 2006: The Virgin of Juarez
- 2006: Mujer alabastrina
- 2006: Alone with Her
- 2006: Fast Food Nation
- 2007: Die Liebe in den Zeiten der Cholera (Love in the Time of Cholera)
- 2007: Die Wächter der Apokalypse (El último justo)
- 2007: Tiempo final (Fernsehserie, 2 Folgen)
- 2008: Tödlicher Anruf (One Missed Call)
- 2008: Purgatorio
- 2008: Arráncame la vida
- 2008: Days of Wrath
- 2008: Terminales (Fernsehserie, 13 Folgen)
- 2009: Dollhouse (Fernsehserie, Folge 2x07)
- 2010: The Dry Land
- 2010–2012: Soy tu fan (Fernsehserie, 26 Folgen)
- 2011: El sueño de Iván
- 2012: Covert Affairs (Fernsehserie, Folge 3x02)
- 2012: La venta del paraíso
- 2013: Tercera Llamada
- 2014: Palabra de Ladrón (Fernsehserie, 13 Folgen)
- 2016: Paraíso perdido
- 2016: Un Cuento de Circo & A Love Song
- 2018: American Curious
- 2018: Perfectos desconocidos
- 2018: The Inmate (El Recluso, Fernsehserie, 13 Folgen)
- 2019: Como Caído Del Cielo
- 2022: ¡Qué despadre!
- 2022: Implacables: Mexico (Fernsehserie, Folge 1x01)
- 2022: El Refugio (Fernsehserie, 6 Folgen)
- seit 2022: Der Herzensbrecher (El galán. La TV cambió, él no) (Fernsehserie)
- 2023: A Todas Partes
- 2023: Cuando Duerme Conmigo
- 2023: Viaje Todo Robado
- 2023: Confesiones
- 2023: Se llamaba Pedro Infante (Fernsehserie, 8 Folgen)
- 2024: Das Unglück (Accidente, Fernsehserie, 10 Folgen)